# واقعه ۱۳۶۰ آمل
واقعه سال ۱۳۶۰ شهر آمل که در منابع برخی گروه‌های اپوزیسیون جمهوری اسلامی به اختصار قیام آمل نامیده می‌شود، به مبارزه مسلحانه بیش از ۱۰۰ فرد مسلح  از گروهی مارکسیست به نام اتحادیه کمونیست‌های ایران (سربه‌داران) علیه نظام جمهوری اسلامی ایران به منظور برپاکردن یک انقلاب دیگر در شهر و جنگل‌های اطراف شهر آمل در شمال ایران اشاره دارد. این حمله که در چهارم و پنجم بهمن ماه سال ۱۳۶۰ آغاز شد، پس از ۴۸ ساعت درگیری سرانجام در تاریخ ۶ بهمن با تمرکز قوای نیروهای سپاه پاسداران، پلیس و بسیجیان سرکوب و شهر باز پس گرفته شد. منابع جمهوری اسلامی ادعا می‌کنند که نیروهای مردمی  در این درگیری‌ها و خنثی نمودن آن نقشی فزاینده داشته‌اند و این رویداد را حماسه مردم آمل می‌نامد، حال آن‌که به ادعای اتحادیه کمونیست‌های ایران، تعدادی از مردم در این قیام به یاری آنان برخاستند و حکومت برای سرکوب از انبوه نیروهای مسلح بهره جسته‌است.

## پیشینه و اهداف
اتحادیه کمونیست‌های ایران پیش از انقلاب ایران از ادغام سازمان انقلابیون کمونیست که سازمانی مائوئیست در خارج از کشور بود و «گروه پویا» که اعضایش بعضاً برای آموزش جنگ چریکی به فلسطین رفته بودند، تشکیل شد و در بین جوانان تحصیلکرده در آمریکا و سایر کشورهای غربی به ویژه فعالان در کنفدراسیون دانشجویان ایرانی تأثیر قابل توجهی داشت. از جمله فعالان مبارز شناخته شده ضد حکومت شاه در خارج مانند سیامک زعیم، عبدالرحمان آزمایش، حسین ریاحی و فرید و وحید سریع القلم در این سازمان فعال بودند و در ابتدای انقلاب از مکتبی‌ها در مقابل لیبرال‌های اسلامی حمایت می‌کردند.
اما در خردادماه سال ۱۳۶۰ خورشیدی و هم‌زمان با عزل بنی‌صدر و درگیری شدید اپوزیسیون و نیروهای مکتبی جمهوری اسلامی، اتحادیه به رهبری سیامک زعیم به این باور رسید که جمهوری اسلامی با به اجرا گذاشتن یک کودتا خواستار یک‌دست نمودن و تصفیه درونی حکومت از طریق بیرون راندن عناصری چون بنی‌صدر و سرکوب توده‌ها خصوصاً دگراندیشان چپ‌گرا هستند. از این رو آنان برای نجات انقلاب _ از مسیری که به ادعای آنان به انحراف کشیده شده بود _ به مبارزه مسلحانه توده‌ای روی آورده و اهداف خود را در شماره ۱۴۷ نشریه حقیقت که در آذرماه (سال ۶۰) انتشار یافت و در شهر آمل پخش شد، این‌گونه اعلام نمودند:
۱ - سرنگونی حکومت خمینی ۲ - دعوت مجلس مؤسسان ملی بر اساس انتخابات عمومی (که در این انتخابات طرفداران سلطنت پهلوی و ولایت خمینی و دسته‌جات جیره‌خوار و وابسته به قدرت‌های سلطه‌گر جهانی حق رأی نداشتند) ۳ - افشا و لغو کلیه قراردادهای سران جمهوری اسلامی با قدرت‌های امپریالیستی ۴ - لغو فوری کلیه حقوق بزرگ‌مالکی و فئودالی در سراسر ایران ۵ - تدوین فوری یک قانون کار مترقی و عادلانه ۶- تشکیل فوری دادگاه‌های فوق‌العاده توده‌ای برای محاکمه کلیه کارگزاران حکومت کنونی ۶ - به رسمیت شناختن کلیه آزادی‌ها و حقوق سیاسی و اجتماعی و آزادی‌های مردم ۷ - بسیج مردم و کلیه امکانات برای نجات خوزستان و بیرون ریختن تجاوزکاران بعثی عراق ۸ - اجرای یک طرح ضربتی اقتصادی برای خروج کشور از بحران اقتصادی ۹ - اعلام یک سیاست خارجی کاملاً مستقل و انقلابی در عرصه روابط خارجی ایران، مبارزه با ولایت فقیه و ایجاد جامعه‌ای کمونیستی بر اساس سکولاریسم.
در اسناد منتشر شده از طرف نویسندگان جمهوری اسلامی ایران نیز این اهداف ذکر شده‌اند:
تصرف یک شهر مهم و توسعه عملیات‌های بعدی، جلب نظر افکار عمومی و گروه‌های سیاسی داخل کشور، حفظ حضور سیاسی خود در عرصه سیاسی کشور، قوی‌تر نشان دادن خود در مقایسه با دیگر گروه‌های سیاسی، فراهم کردن زمینه برای جلب حمایت خارجی، تقویت جبهه هواداران، ایجاد رعب و دلهره در نیروهای هوادار نظام و سهم‌خواهی برای آینده یا سقوط نظام جمهوری اسلامی.
بنا بر اعتراف‌های برخی از اعضای دستگیرشده، اتحادیه در ۳۰ خرداد تصمیم به مقابله نظامی با حکومت گرفت. در تابستان ۱۳۶۰ نیز تصمیم به قیام شهری اتخاذ شد. سربداران این اقدام خود را تحت عنوان «قیام فوری» طراحی کردند. برخی از اعضای اتحادیه نیز معتقد بودند که باید در ۳۰ خرداد ۶۰ دست به قیام مسلحانه می‌زدند.
اتحادیه که نیروهای خود را به جنگل‌های اطراف آمل فرستاده بود، در اندیشه زدن جرقه یک قیام سراسری در کشور بود و در نظر داشت تا این اتفاق تقریباً هم‌زمان با عملیات مسلحانه مجاهدین و فداییان اقلیت در شهریور و مهر آن سال در سایر نقاط کشور باشد اما اختلاف نظرها و بحث‌های ایدئولوژیک رهبری آن، این اقدام را به تأخیر انداخت. نهایتاً اتحادیه تحت لوای «سربداران» تصمیم گرفت تا در زمستان سال ۱۳۶۰ به آمل حمله کرده و زمینه یک شورش همگانی را به وجود بیاورد. آن‌ها تخمین می‌زدند که حکومت بتواند حدود ۳۰۰۰ نفر از نیروهایش (سپاه، ژاندارم و بسیج) را برای مقابله به منطقه بفرستد. گروه آخر (بسیج) به خاطر شور جنگی و جان‌فشانی اعضایش شناخته شده بود که تنها با از جان گذشتگی شورشی‌ها قابل قیاس بود.

## دلایل انتخاب جنگل‌های آمل

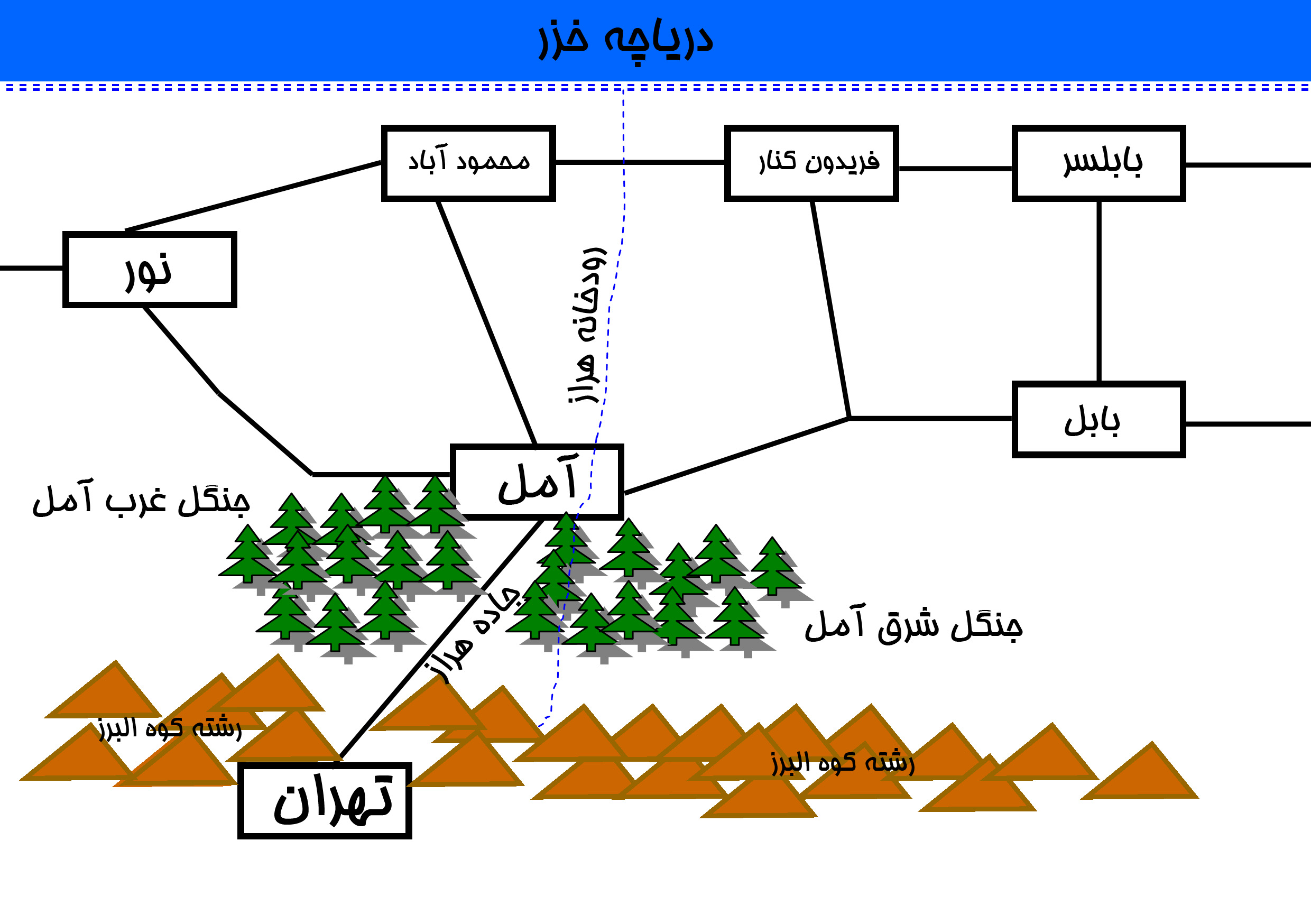
موقعیت جغرافیایی و استراتژیک آمل که ورودی چند شهر مهم مازندران است

از دلایل انتخاب شهر آمل توسط سربداران، سابقه مبارزاتی بالای آمل در هنگام انقلاب ۱۳۵۷ و پیش از آن، سابقه برقراری حکومت مردمی در آن در دوران حکومت شاه، دارا بودن یک تشکیلات اولیه و پایه‌ای سازمان‌شان از پیش و هم‌چنین سابقه مبارزات آن شهر علیه قدرت گرفتن حکومت جمهوری اسلامی در بین سال‌های ۱۳۵۷ الی ۶۰ می‌توان ذکر کرد
اتحادیه کمونیست‌ها بر اساس مشی مائوئیستی خود، و با ذهنیتی که از درگیری‌های چریکی و دهقانی داشت، استقرار در جنگل را به عنوان استراتژی خود قرار داد.
دلایل دیگری نیز برای انتخاب جنگل‌های آمل ذکر شده‌است از جمله:
- الگوگیری از واقعه سیاهکل.[۳۳]
- همسایگی استان‌های شمالی ایران با کشورهای شوروی سابق به عنوان قطب اصلی کمونیسم جهانی.[۳۴]
- استتار مناسب جنگل آمل به دلیل داشتن پوشش مناسب، غارها و پستی و بلندی‌های بسیار.[۳۵]
- وجود راه‌های بسیار و متفاوت که افراد ناآشنا را با مشکل مواجه می‌کرد.[۳۶]
- وجود عناصر بومی مثل رانندگان معدن که از مشکوک شدن به تحرکات زیاد جلوگیری می‌کرد.
- خبرگیری و استفاده از چوپانان.[۳۷]
- تأمین آذوقه از روستاهای مجاور.[۳۸]
- ارتباط و نزدیکی با شهر آمل و تهران.[۳۹]
- استقرار در حاشیه جاده بین‌المللی هراز که گذرگاه چند استان و شهر مهم کشور بود.[۴۰]
- امکان بستن راه هراز به گونه‌ای که امکان ارتباط با پایتخت و نیروهای اعزامی را کاهش دهند و هم‌چنین تبلیغات در این جاده.[۴۱]
- فاصله مناسب بین جنگل و دریا جهت ایجاد عملیات جنگ و گریز.[۴۲]
- نزدیکی به تهران.[۴۳]
- وجود جنگل در دوسوی جاده هراز و موقعیت مناسب آن.[۴۴]
- دسترسی به آب رودخانه هراز.[۴۵]
- وجود خوراکی‌های درختی و زمینی.[۴۶]

## انتقال نیرو به جنگل و نحوه آرایش نظامی

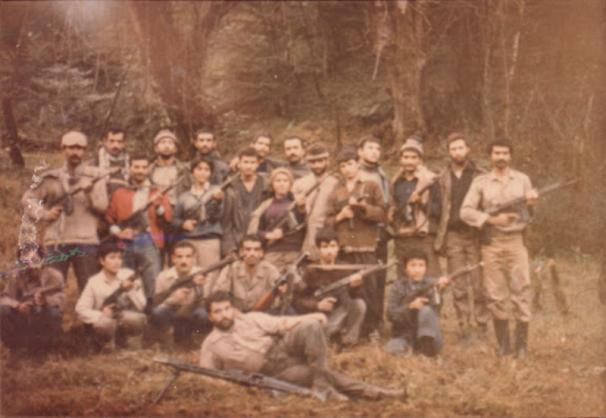
تعدادی از اعضای سربداران آمل در جنگل‌های مازندران

طبق اعترافات حسین تاجمیر ریاحی (از رهبران سربداران) که در منابع جمهوری اسلامی منعکس شده یکی از تاکتیک‌های اتحادیه کمونیست‌ها در قبال جنگ، فرصت‌طلبی آنان از وضعیت جنگی کشور بوده‌است. طبق این اعترافات، اتحادیه در پی گشودن جبهه سومی علیه جمهوری اسلامی ایران بود، جبهه اول جنگ ایران و عراق است که بخش عمده‌ای از امکانات و نیروهای نظام را به خود مشغول کرده‌است، جبهه دوم مبارزات کردها و گروه‌ها می‌باشد، بنابراین ایجاد یک جبهه سوم در جنگل بدون مقاومت چندانی از سوی حکومت می‌توانست موفقیت بیشتری را در پی داشته باشد و نهایتاً به سقوط حکومت بینجامد که به تز جبهه سوم معروف بود. بنابر آنچه در کتاب پرنده نوپرواز از جانب سربداران نقل شده، سربداران تصمیم داشتند تا پس از پیروزی در آمل جبهه دیگری را نیز در کرمانشاه ایجاد کنند.
طبق مستندات منابع جمهوری اسلامی ایران، از اواخر شهریور و اوایل مهر سال۱۳۶۰ سربداران انتقال نیروهایشان را به داخل جنگل آغاز کردند و نزدیک به ۱۸۰ الی ۲۰۰ نفر در منگل دره مستقر شدند در خصوص تعداد نیروهای اتحادیه، منابع جمهوری اسلامی و منابع سربداران، آمار متفاوتی ارائه داده‌اند. منابع جمهوری اسلامی ادعا می‌کنند که شورشگران در ابتدا بالغ بر ۱۸۰ نفر بودند و نزدیک به ۱۸۰ الی ۲۰۰ نفر آنان در منگل دره مستقر شدند و قبل از درگیری بهمن ماه به دلیل ترس و واهمه به حدود ۱۰۰ نفر رسیدند
حال آنکه در کتاب پرنده نوپرواز که توسط حزب کمونیست ایران به چاپ رسید سربداران معتقدند که اعضای این گروه در حدود صد نفر بوده‌اند و عمده نیروهای بومی و نه نیروهای اصلی که از روستاهای اطراف به آن‌ها پیوسته بودند در خلال یک ماه پس از درگیری ۲۲ آبان و در حین شرایط سخت محاصره گروه را ترک گفته‌اند. آن‌ها همچنین مدعی وجود ۹ گروه ۹ نفره در ابتدای عملیات هستند که بعد از درگیری ۲۲ آبان تغییر شکل داده و به ۵ گروه۱۶ تا ۲۰ نفره متشکل از: فرمانده کل، معاون نظامی، مسئول سیاسی، تدارک‌چی، آرپی‌جی زن تبدیل شدند. علاوه بر این گروه‌ها یک گروه مرکزی متشکل از: فرماندهان اصلی، فرمانده کل گروه، مسئول کل سیاسی، مسئول کل ارتباطات، مسئول کل شناسائی و تدارکات، تیم پزشکی و عده‌ای نظامی دیگر که جمعاً ۱۶ نفر می‌شدند را به این عده باید افزود. همچنین در مجموع ۶۰٪ از نیروها اصالتاً خوزستانی و کرد بودند. و عده بسیاری از آنان از خانواده‌های طبقه متوسط برخاسته و سابقه تحصیل در کشورهای غربی را داشتند.
افرادی که از شهرهای دیگر به تهران می‌رسیدند توسط پیک شمال، به آمل منتقل می‌شدند.
در کتاب اسناد اتحادیهٔ کمونیست‌های ایران در واقعهٔ آمل، ادعا شده‌است که بنابر اعترافات محمدرضا سپرغمی با توجه به هماهنگی‌هایی که بین اتحادیه و سازمان مجاهدین خلق در خلال برخی از جلسات وجود داشت، سازمان مجاهدین خلق نیز به رغم ایدئولوژی متعارض با اتحادیه، با قیام فوری و جنگ مسلحانه موافقت کرده و بعد گروه‌های اکثریت جناح چپ، اقلیت، پیکار و… تعدادی از نیروهای‌شان را برای کمک به اتحادیه به جنگل فرستادند.
همچنین بنابر ادعای این کتاب و سایر منابع جمهوری اسلامی بر اساس اعترافات علی علیزاده (از اعضای اتحادیه) نیروهای اتحادیه در ۹ گروه ۲۰ نفره تقسیم شدند که تمام گروه در سه کمپ بالا، وسط و پائین که هر کمپ، ۳ گروه را در خود جای داده بود مستقر شدند و فاصله کمپ‌ها از یکدیگر حدود ۷۰۰ متر بود تا در صورت شرایط اضطراری به هم کمک کنند. و بعد از درگیری ۲۲ آبان تغییر شکل داده و به ۵ گروه ۱۶ تا ۲۰ نفره تبدیل شدند. در هر کمپ ۶ چادر بود که ۵ چادر برای نیروها و یک چادر برای کارهای پزشکی که افراد گروه پزشکی در آن مستقر بودند و هر کمپ ۳ یا ۴ نقطه نگهبانی تعیین شده بود و نگهبانان هر کمپ از هم جدا بودند. هر فرد علاوه بر کارهای رزمی همچون آموزش اسلحه، آموزش تاکتیک، راهپیمایی گروهی و ورزش وظایفی همچون ظرف شستن، جمع‌آوری هیزم، و کارهای عمومی و شخصی را نیز بر عهده داشت. کمپ فرماندهی در بالا قرار داشت و مشتمل بر ۱۵ نفر بود، فرمانده کل گروه، مسئول کل سیاسی، مسئول کل ارتباطات، مسئول کل شناسایی، تیم تدارکات و تیم نظامی در این کمپ مستقر بودند.

## تجهیزات و مهمات سربداران
منابع جمهوری اسلامی معتقدند که اسلحه و تجهیزات مورد نیاز عملیات برای ۱۸۰ نفر تهیه گردید که شامل:
تفنگ ژ۳ (۵۰ الی ۵۵ قبضه)، تفنگ کلاشینکف (۳ یا ۴ قبضه)، تفنگ ام ۱ (۱ قبضه)، تفنگ یوزی (۳ یا ۴ قبضه)، کلت کمری (۴قبضه)، آرپی‌جی ۷ (۵ یا ۶ قبضه)، نارنجک (بیش از ۷۰ عدد)، سه راهی (۲۰۰ الی ۳۰۰ عدد)، تیربار ژ۳ (۱ قبضه)، موشک آرپی‌جی ۷ (۵۰ یا ۶۰ عدد) بوده‌است.
علاوه بر این‌ها با استفاده از دیگ‌های زودپز و موتور برق نوعی سلاح‌های انفجاری دست‌ساز نیز تولید شده بود. همچنین سربداران دارای یک شبکه کامل بی‌سیم بودند.
به ادعای منابع جمهوری اسلامی بخش عمده‌ای از این سلاح‌ها از جبهه‌های جنگ و کردستان به سرقت رفته و تعدای هم از راه خرید از قاچاقچیان بدست آمده بود.
بنابر آنچه در پرنده نوپرواز ذکر شده، اتحادیه اعتقاد داشت که جنگ بین ایران و عراق، جنگ طبقه آن‌ها نبود و تنها نفع آن‌ها از این جنگ، تأمین این سلاح‌ها توسط نیروهایشان بود. و بخش دیگری از سلاح‌ها در جریان وقایع ۲۲ بهمن ۵۷ و اوایل انقلاب بدست آمده بود. این سلاح‌ها ابتدا به نارمک تهران و سپس به آمل منتقل شدند.
طبق آنچه که در کتاب پرنده نوپرواز آمده آذوقه و مواد غذایی مورد نیاز گروه، از تهران و آمل یا روستاهای اطراف خریداری شده یا از جهاد سازندگی این روستاها یا روستائیان مصادره می‌شد. همچنین چند بار به مصادره برنج، کفش و لباس از خانه برخی از فئودال‌های بزرگ روستای گزناسرا و یکی از آخوندها که فرزندش از فرماندهان سپاه بود اقدام نمودند. حال آنکه منابع جمهوری اسلامی معتقدند که سربداران با سرقت از جهاد سازندگی روستای گزناسرا و روستاهای اطراف، اموال مردم و روستائیان آذوقه و تجهیزات خود را تأمین می‌کردند و یکی دیگر از راه‌ها، تأمین غذا از گوشت حیوانات اهلی و وحشی بود.
طبق مستندات جمهوری اسلامی ایران، دو دستگاه وانت، دو خودروی سواری، دو دستگاه موتور سیکلت و دو راس قاطر، انتقال لوازم و مایحتاج را به جنگل انجام می‌دادند. همچنین دو دستگاه فتواستنسیل و تکثیر و یک ماشین تایپ امکانات انتشاراتی اتحادیه کمونیست‌ها را تشکیل داده بود.

## تأمین مالی
بنابر اعتراف‌های سیامک زعیم (از اعضای اتحادیه) که در منابع جمهوری اسلامی منعکس شده، تأمین مالی سربداران این‌گونه بود:
- پرداخت حق عضویت اعضا[۷۵]
- سرقت از منازل و بانکها[۷۶]
- خرید و فروش (بعنوان نمونه، یک باغ میوه خریداری نموده و میوه‌های آن را چیدند و فروختند)[۷۶]
- جمع‌آوری کمک از برخی هواداران[۷۶]

## فعالیت‌های اطلاعاتی تبلیغاتی سربداران
طبق اعتراف‌های سربداران در کتابشان، آنان در قالب گروه‌های سه نفره با رفتن به شهر، به تهیه گزارش‌های اطلاعاتی، شامل نقشه و کروکی بسیج، سپاه، سازمان‌ها و ادارات دولتی، خانه‌ها و نام افراد حزب‌اللهی و نیز برنامه‌های عملیاتی سپاه و ژاندارمری می‌پرداختند. تهیه این کروکی‌ها عمدتاً توسط زنان انجام می‌شد.
همچنین سربداران قصد راه‌اندازی ایستگاهی رادیویی را داشتند که با وجود بردن بسیاری از تجهیزات به جنگل باز هم ناکام ماندند.
بنا به ادعای منابع جمهوری اسلامی از دیگر فعالیت‌های تبلیغاتی نیز می‌توان به این موارد اشاره داشت:
تبلیغات در مدارس روستایی، نفوذ در بین روستاییان، استفاده از نام سربداران که تداعی‌کننده مبارزات شیعیان علوی بود، سه مورد بستن جاده هراز و پخش اعلامیه در بین خودروهای عبوری.

## درگیری ۱۸ آبان
در تاریخ ۱۸ آبان ۱۳۶۰ گروه سربداران آماده حرکت به سمت آمل شد، اما از قبل، تعدادی وانت و مینی‌بوس را از جاده هراز ربودند و رانندگان را به اسارت گرفتند. البته اتحادیه مدعی است که به قصد مصادره این ماشین‌ها را وارد جنگل کرد ولی این رانندگان از روی میل ماشین خود را در اختیار آن‌ها قرار دادند و اتحادیه نیز به آن‌ها قول پرداخت کرایه را داد. گروگان‌ها ۶ یا ۷ نفر بودند که در تِلار  نگاهداری می‌شدند. طبق منابع حکومتی از آنجا که اعضای سربداران به هنگام عملیات ۱۸ آبان نزدیک به ۲۰۰ نفر بودند قصد داشتند از این تعداد مینی‌بوس و وانت در حمله به شهر استفاده کنند.
گروهی به رهبری یوسف گرجی برای چند ساعت جاده هراز در ۱۵ کیلومتری آمل را مسدود کرده تا مانع کمک‌رسانی هرگونه نیروی نظامی از تهران به آمل شوند و سپس شروع به پخش اعلامیه و تبلیغات کردند و بقیه نیروی سربداران در مسیر جاده خاکی، خود را به جاده امامزاده عبدالله رساندند. یکی از اهالی با مشاهده یک وانت افراد مسلح که وارد جنگل شده بود به سپاه آمل خبر داد. سپاه صرفاً برای ارزیابی خبر، ۳ نفر را به منطقه فرستاد که به محض رسیدن، گروه پیشرو با آنان درگیر شدند. در این درگیری یکی از نیروهای بسیج به نام ولی‌الله کارگر کشته شد و از نیروهای سربداران نیز تنها فرمانده گروه پیشرو به نام بهنام رودگرمی کشته شد. به دستور کاک اسماعیل، فرمانده نظامی سربداران، افراد سریع به داخل جنگل بازگشتند، سپس با بی‌سیم به یوسف گرجی دستور عقب‌نشینی صادر شد.
بنا به ادعای منابع جمهوری اسلامی طبق اعترافات محمود آزادی از اعضای دستگیرشده اتحادیه، عملیات ورود به شهر در ۱۸ آبان عجولانه طرح‌ریزی شده بود و صدای تیراندازی در زمان درگیری موجب نگرانی مسئولان شد زیرا طبق نقشه نبود.
البته اتحادیه کمونیست‌ها ادعا می‌کنند در این درگیری دو نفر از نیروهای سپاهی کشته شدند و یک نفر دیگر موفق به فرار شد.
همچنین بر اساس ادعای منابع جمهوری اسلامی، تا این زمان، هیچ‌یک از ارگان‌ها و نهادهای امنیتی، اطلاعاتی و نظامی از وجود چنین گروهی در جنگل اطلاع نداشتند.

## درگیری ۲۲ آبان
بنا به منابع جمهوری اسلامی سربداران پس از درگیری ۱۸ آبان در سازماندهی خود تغییراتی را ایجاد کرده بود. نیرویی متشکل از سپاه، بسیج و ارتش با اعزام به منطقه دست به اجرای عملیات چکش و سندان زد که منجر به عقب‌نشینی سربداران تا جنگل‌های منطقه عالی کیا سلطان شد البته در این درگیری در اثر شلیک آرپی‌جی به یکی از ریوهای ارتش، ۱۱ نفر از نیروهای سپاه و ارتش کشته شدند همچنین در این درگیری از نیروهای اتحادیه نیز ۱ نفر کشته و دو نفر زخمی شدند.
در اطلاعیه نظامی شماره یک سربداران تعداد کشته‌های نیروهای حکومتی در درگیری ۲۲ آبان حداقل ۴۴ تن و تعداد زخمی‌ها نزدیک به ۱۰۰ نفر اعلام شد. همچنین حدود ۱۰ تفنگ و مقدار زیادی فشنگ و دیگر تجهیزات نظامی مانند بی‌سیم به دست آن‌ها افتاد. اما منابع جمهوری اسلامی این آمار را قبول نداشته و مدعی شده‌اند که اتحادیه تنها به منظور حفظ روحیه اعضاء خود این آمار را ذکر کرده‌است.
در منابع جمهوری اسلامی، علی علیزاده از اعضای اتحادیه نیز در اعترافات خود، تعداد واقعی کشته‌های ارتش و سپاه در این درگیری را بین ۹ الی ۱۱ نفر ذکر کرده‌است که به خاک سپرده شدند.
طبق گفته‌های سربداران پس از این درگیری، یکی از اعضای اتحادیه به نام کاظم شیراز مفقود شد.
منابع جمهوری اسلامی ادعا می‌کنند درگیری ۲۲ آبان موجب شد تا تقریباً نیمی از نیروهای جنگل از آن جدا شده و در واقع استعداد نیروهای سربداران به نصف رسید. البته اتحادیه کمونیست‌ها نیز ادعا می‌کند تعداد ۱۵۰۰ تا ۲۰۰۰ نفر از سپاه نه به آمل بلکه به شهرهای چالوس و محمودآباد عقب‌نشینی کردند. همچنین اتحادیه به عقب‌نشینی نیروهای خود تا روستای اسکو محله اشاره داشته و دلیل آن را اجتناب از درگیری با دشمن ذکر می‌کند. پس از این درگیری، سپاه به استقرار و استحکام مواضع خود در جنگل مبادرت ورزید.

## درگیری ۲۴ آبان
به ادعای منابع جمهوری اسلامی در تاریخ ۲۴ آبان ۱۳۶۰ ساعت ۲۱:۳۰ دقیقه شب، گروه دیگری از کمونیست‌ها که ارتباطی با سربداران نداشتند، به پاسگاه کرسنگ در ۲۰ کیلومتری آمل به تهران حمله کرده و پس از دو ساعت درگیری بدون کشته، مجبور به عقب‌نشینی می‌شوند. به ادعای این منبع این گروه جاده هراز را بسته و هنگام بازرسی افراد و مسافران، یک سپاهی گرگانی به نام شریعتی‌فرد و پدر روحانی‌اش را شناسایی و اسیر کردند، سپس جلوی همسر و فرزندانشان آن‌ها را به شدت مورد آزار و شکنجه قرار داده و کشتند.

## درگیری ۳۰ آذر
این درگیری در پی حمله سربداران برای فتح پایگاه تازه تأسیس سپاه در بلندی روستای رزکه در روز دوشنبه ۳۰ آذر ۶۰ روی داد. منابع جمهوری اسلامی ادعا می‌کنند که در اثر این درگیری ۲ ساعته هیچ تلفاتی ندادند و نیروهای سربداران با ۳ زخمی عقب‌نشینی کردند. همچنین ۴ نفر از نیروهای اتحادیه که تازه به جنگل رسیده بودند در اثر اشتباه نگهبانان خودی مورد حمله قرار گرفته ۳ نفر از آنان زخمی و یکی از آنان در حین انتقال به تهران در اثر شدت جراحات می‌میرد و پس از این درگیری نیز حدود ۲۰ نفر از سربداران خصوصاً افراد بومی که به آن‌ها پیوسته بودند گروه را ترک گفتند.

## درگیری ۱۳ دی
در این درگیری که بین ۷ نفر از پرسنل سپاه و کمیته با گروهی از اعضای سربداران روی داد، مسئول سیاسی گروه سربداران به نام اکبر اصفهانی کشته و دو نفر دیگر زخمی شدند و بقیه افراد عقب‌نشینی کردند.

## درگیری ۵ و ۶ بهمن
با توجه به موفقیت عملیات‌های گوناگون نیروهای نظامی جمهوری اسلامی ایران، ترس از عملیات‌های بعدی حکومت و از بین رفتن استتار جنگل، فشار اعضاء گروه، ریزش برف سنگین در جنگل، مشکل تهیه آذوقه و درگیری‌ها و اختلافات داخلی رهبران گروه، نداشتن رهبری مناسب، قرار داشتن در محاصره نظامی، نیروهای اتحادیه کمونیست‌ها مجبور به جلو انداختن تاریخ عملیات از تیر به بهمن شدند. نام این طرح،حمله اسب تروآ بود. پس از تأیید طرح نقشه جدید حمله به شهر در دی، سربداران در تاریخ اول بهمن به سمت آمل به راه افتادند. برخی منابع تعداد نیروهای سربداران را در زمان حرکت به آمل ۱۱۰ نفر و برخی منابع این تعداد را ۱۰۰ نفر ذکر کرده‌اند که ۳ نفر از آنان زن بوده و در کادر پزشکی حضور داشتند. به دلیل طولانی شدن مرحله آخر پیاده‌روی و دیر رسیدن به شهر، اجرای عملیات یک روز به تأخیر افتاد. سربداران صبح روز ۵ بهمن به آمل رسیدند و آنروز را در منزل (مادری) محمدرضا سپرغمی در حاشیه شهر آمل به سر بردند. از ساعت ۲۰:۳۰ انتقال نیروها با وانت که با چادر استتار شده بود انجام شد و نیروها در شهر مستقر شدند؛ و ۵ تیم ۲۰ نفره مأمور حمله به آمل شدند. البته منابع جمهوری اسلامی بر اساس اعترافات برخی از اعضای دستگیرشده مدعی هستند علاوه بر گروهی که از جنگل پیاده به شهر رسیدند، گروهی با ماشین از تهران و جنگل به آمل آمدند و گروهی نیز از قبل در شهر مستقر شده بودند و با اولین شلیک به گروه ملحق شدند. مهم‌ترین هدف نظامی، ساختمان بسیج بود که ۱۷ نفر مسئول تصرف آن شده بودند.
حمله به شهر، ساعت ۲۳:۴۵ دقیقه شب ۵ بهمن با شلیک یک موشک آر پی‌جی به ساختمان بسیج آغاز شد. برنامه اصلی، از کار انداختن نیروی سپاه و بسیج و دعوت مردم به قیام بود. طبق ادعای کتاب پرنده نوپرواز، گروه امین اسدی سنگرهای خود را سر کوچه‌های محله اسپه‌کلا، گروه بهنام در محله رضوانیه و گروه وریا در انتهای رضوانیه کمین جاده هراز را به عهده داشت و گروه قاسم عهده‌دار کمین جاده طالقانی شد. طبق گفته همین کتاب، در محلات رضوانیه و اسپه‌کلا مردم (به ویژه خانواده زندانیان یا مخالفان سیاسی اعدام شده توسط حکومت) از سربداران استقبال به عمل آوردند و برخی از پسران و دختران جوان در ساختن سنگر آن‌ها را یاری رسانده و برخی برای احداث سنگر فقط گونی و بیل در اختیار آنان گذاشتند. با اینحال بنا به ادعای منابع جمهوری اسلامی غلامرضا سپرغمی که از اهالی رضوانیه بود مأمور دعوت مردم همان محل بود که موفق نشد (بنابر اعترافات او که در آن منابع آمده) نظر کسی را جلب کند. بنا به ادعای منابع جمهوری اسلامی، تیراندازی و تسخیر شهر تا صبح ادامه داشت اما با آغاز صبح ششم بهمن، ستاد عملیات مرکب از سپاه، اطلاعات و ژاندارمری تشکیل شده و صدها نیروی داوطلب مردمی با روی آوردن به سپاه و گرفتن اسلحه، به مقابله سربداران رفتند. به گفته این منابع از زن و مرد و پیر و جوان همگی با آوردن شن و گونی اقدام به سنگرسازی و نبرد سنگر به سنگر کردند. در شب حادثه هم، از مردم آمل هر کس که خود را برای کمک به بسیج و سپاه رسانده بود، دستگیر یا کشته شده بود. ۱۱ نفر از اعضای سربداران در جلوی ساختمان بسیج کشته شدند.
بنا به ادعای منابع حکومتی، سرکوب اتحادیه کمونیست‌ها توسط نیروهای مردمی و با مقاومت مردمی صورت گرفت و مردم آمل توسط سپاه مسلح شده و به جنگ خیابانی علیه سربداران پرداختند و از آنجایی که به همه مردم اسلحه نمی‌رسید، مردمی که سلاح نداشتند با داس، تیر و کمان، سنگ، تفنگ ساچمه‌ای و شکاری به مبارزه با اعضای اتحادیه پرداختند. مردم حتی وسایل دارویی منزل‌هایشان را به مراکز امدادرسانی و پزشکی و بهداری سپاه می‌بردند. طبق ادعای همین منابع، در همان روز سه شنبه ۶ بهمن ۶۰، سربداران تمام مواضع خود را از دست داد.
با اینکه اتحادیه کمونیست‌ها معتقدند ضربه «سیاسی نظامی مهمی» به رژیم زده‌اند، اما به شکست خود در این قیام اعتراف دارند و در چند مورد از آن به عنوان شکست قطعی یاد می‌کنند و معتقدند که جمهوری اسلامی ضرباتی بر نیروهای انقلابی (سربداران) و سایر مخالفت‌ها در سراسر کشور وارد کرد. طبق ادعای منابع جمهوری اسلامی عصر روز چهارشنبه ۷ بهمن ۱۳۶۰، شهر آمل آرام شد و محور هراز نیز پس از ۴۰ ساعت باز شد.

## تلفات نیروهای درگیر
بر پایهٔ آمار گزارش شده از سوی جمهوری اسلامی، ۱۱ نفر از اعضای سربداران در جلوی ساختمان بسیج کشته شدند. گزارش‌های اولیه نشان می‌داد که ۳۴ نفر از مردم آمل که در میان آنان چند تن از اعضای سپاه پاسداران، بسیج و بقیه مردم عادی بودند کشته شدند اما این آمار به ۳۸ تن رسید. و در نهایت پس از پیوستن ۲ نفر دیگر از مجروحان به کشته شدگان، این رقم به ۴۰ تن رسید و آمار زخمی‌ها نیز ۱۲۰ نفر اعلام شد. همچنین به ادعای این منابع ۶۰ نفر از سربداران کشته و زخمی شدند و گروهی نیز اسیر شدند. که در مجموع به ۸۱ نفر می‌رسیدند. همچنین ۲۸ نفر از اعضای اتحادیه موفق به گریز از آمل شدند. ۱۰ تن از اعضای سربداران در ۷ بهمن ۶۰ اعدام شدند. در سالگرد واقعه آمل نیز، ۲۱ نفر از اعضای اتحادیه، محاکمه و به اعدام محکوم شدند. و اعدام ۷ نفر به تعویق افتاد. پرنده نوپرواز، آمار کشته شدگان حکومتی را جعلی دانسته و معتقد است تعداد کشته شدگان که از نیروهای مسلح بسیج، سپاه و ارتش بوده‌اند و نه مردم عادی بیش از ۲۰۰ نفر و تعداد زخمی‌ها نیز بیش از ۵۰۰ نفر تخمین زده می‌شود و همچنین تعداد کشته و زخمی‌های سربداران در این واقعه را ۴۴ نفر ذکر کرده‌است. و در پایان کتاب، لیستی شامل نام ۲۰۱ نفر ارائه شده که به عقیده سربداران بیشتر آن‌ها از کشته‌شدگان و اعدام‌شدگان به انضمام آن‌ها که در قیام شرکت نداشته و بعدها دستگیر و اعدام گشتند، است.
از سوی دیگر، منابع حکومتی ذکر می‌کنند که دستگیری سایر اعضای اتحادیه کمونیست‌ها نیز در طول سال‌های بعد انجام شده و حسین ریاحی، رهبر اتحادیه کمونیست‌ها نیز در ۲۴ تیر ماه ۱۳۶۱ با دو نفر از رهبران اتحادیه در رستوران یابریکا در خیابان استاد نجات اللهی توسط مأموران اطلاعات دستگیر شد. ریاحی در دفاعیه خود در دادگاه به اشتباهات خود اعتراف کرد و مدعی شد که ما در جریان ۳۰ خرداد ۶۰ به اشتباه افتاده و منحرف شدیم. همچنین برخی از دستگیرشدگان اتحادیه، اعدام و بیشتر آن‌ها به زندان‌های کوتاه مدت و بلند مدت محکوم شدند. این منابع مدعی هستند که در زندان نیز در صورت همکاری با جمهوری اسلامی ایران و احساس ندامت، عفو شدند و به زندگی عادی خود بازگشتند.
اتحادیه کمونیست‌ها، کشته شدن برخی از اعضای اسیر شده‌اش را در هنگام درگیری در شهر به علت ضرب و شتم توسط نیروهای حزب‌اللهی و همچنین علت کشته شدن مهدی تهران را به خاطر بستن او به یک وانت و کشیده شدن به طرز فجیع بر روی زمین می‌داند. اما بنابر ادعای منابع حکومتی در شب ۶ بهمن، اعضای اتحادیه کمونیست‌ها تعداد ۵ نفر از جوانان غیر مسلح را که تنها مشغول پاک کردن شعارهای کمونیستی از روی دیوار بودند به ضرب گلوله کشته و ۲ نفر را زخمی‌کردند. و طبق دیگر ادعاهای این منابع، در اقدامی دیگر سربداران یکی از مردم آمل به نام صادق مهدوی را به اسارت گرفتند و از او خواستند تا به خمینی توهین کند و پس از امتناع مهدوی از این خواسته، سرش را تا گردن در شن کردند، انگشت‌های دستش را قطع کرده و دست‌هایش را شکستند و سپس با وضع فجیعی او را کشتند. همچنین کمونیست‌ها در یکی از اقدامات خود، یکی از پاسداران را کشته و دستش را شکستند و با وضع فجیعی جنازه او را پشت نیسان وانت گذاشتند و از کوچه‌ای به کوچه دیگر حرکت می‌دادند.

## دلایل شکست
دلایل شکست اتحادیه طبق آنچه در کتاب «جنبش چپ در ایران معاصر» به قلم سپهر ذبیح نگاشته شده از بیان یکی از شرکت کنندگان در قیام که از آن جان سالم به در برد بدینگونه است:
1. آزمودن سنگربندی در خیابان‌ها، جهت مبارزه مستقیم که دو سال پیش از آن در جنگ مقاومت سنندج تجربه شده و ناکارایی خود را نشان داده بود.[۱۵۵]
2. برخورد مداراآمیز با دشمن، از جمله عدم شناسایی و برخورد با بسیاری از پاسداران و اعضای کمیته غیرمسلح خانه‌نشین و مخفی که هنگام قیام توسط زنان بسیج و حزب‌الله (خواهران زینب) به سلاح مجهز شدند.[۱۵۵]
3. وضعیت تدافعی بخود گرفتن و دفاع از موقعیتهای ثابت به جای اتخاذ وضعیت حمله پایدار[۱۵۵]
4. عدم آزاد نمودن زندانیان سیاسی شهر در فرصت پیش آمده (و در نتیجه از دست دادن کمک آنان و خانواده‌هایشان)[۱۵۵]
5. صرف نظر کردن از حمله به مراکز شهربانی به سبب برداشت اشتباه از این ارگان (در نتیجه این ارگان در کنار سایر نیروهای اعزامی حکومت در شکست نیروهای «اتحادیه» نقش کلیدی را بازی کرد).[۱۵۵]
6. عدم مسلح نمودن مردمی که به حمایت آن‌ها برخاسته و خواستار مسلح شدن بودند به علت عدم اعتماد یا تردید در قابل اتکا بودن آنان.[۱۵۵]
7. افت نسبی روحیات انقلابی در میان توده‌ها به دلیل سرکوبی و ضربه وارد کردن جمهوری اسلامی با به کار بردن انبوه نیروهای مسلح (پاسداران و بسیج) در این قیام و علیه سایر اقدامات معترضانه در سطح کشور.[۱۵][۱۵۵]

حال آنکه منابع جمهوری اسلامی این موارد را به عنوان دلایل شکست سربداران می‌دانند: حضور مردم یا مقاومت مردمی در برابر سربداران، رفتار شتابزده اتحادیه که نه تنها بر اصول مارکسیسم، بلکه به اصول تحریف شده مارکسیست‌های وطنی هم توجه نداشت و حرکت آن اساساً مبتنی بر جاه‌طلبی گروهی بود و تحلیل نادرست از ماهیت حکومت جمهوری اسلامی و دیکتاتوری دانستن آن.

## پیامدها
«اگر این عده ای که در جنگل بودند اسلام را فهمیده بودند، حمله به آمل‏‎ ‎‏نمی کردند.».
سید روح‌الله خمینی

محسن میلانی می‌نویسد که پس از دستگیری تعدادی از اعضای جنبش، با استفاده از اطلاعاتی که از دستگیرشدگان بدست آمد سایر افراد گروه و بیشتر کمیته مرکزی آن در عرض چند ماه بازداشت شدند. در زندان (طبق گفته سایر افراد سازمان، تحت شکنجه)، نظریه پردازان گروه، توبه نموده و تقاضای بخشش کردند. آن‌ها حتی روح‌الله خمینی را به عنوان سدی علیه امپریالیسم ستودند. با اینحال بخششی در مورد این افراد صورت نگرفت. آن‌ها در تهران محاکمه و به اعدام محکوم شدند. سپس به آمل منتقل شده و در سالگرد این واقعه در مرکز شهر و در ملاء عام اعدام شدند. اعضا و هواداران خوش‌اقبالی که دستگیر نشده بودند نیز از کشور گریختند. به دلیل آنچه در منابع داخل ایران یا از زبان مقامات جمهوری اسلامی در این واقعه، «مقاومت مردمی» خوانده شد، روح‌الله خمینی، رهبر جمهوری اسلامی از تنها شهری که در وصیت‌نامهٔ خود از آن یاد کرد شهر آمل و مردم آن بود به سبب این واقعه اکنون، این شهر به شهر «هزار سنگر آمل» معروف گشته و میدان بزرگی نیز به همین نام دارد.
در سال ۱۳۸۶ نیز با تصویب شورای عالی انقلاب فرهنگی «حماسه» ۶ بهمن ۱۳۶۰ آمل به پاس آنچه «فداکاری مردم آمل» نامیده شد و با نام حماسه مردم آمل در تقویم رسمی جمهوری اسلامی ثبت گردید. در این رابطه چند کتاب نیز نگاشته شده‌است. همچنین شورای فرهنگ عمومی در ۲۱ دی ۱۳۹۰ با تأسیس بنیاد ۶ بهمن موافقت کرد. «حماسه مردم آمل» یا «حماسه اسلامی مردم آمل» اصطلاحی است که رسانه‌های داخلی ایران و مقامات جمهوری اسلامی ایران، به دلیل آنچه مقاومت مردم این شهر در مقابل سربداران در واقعه آمل در ۶ بهمن سال ۱۳۶۰ نامیده‌اند به کار می‌برند.
این روز در تقویم رسمی ایران نیز با نام «حماسه مردم آمل» به ثبت رسیده‌است.

## نگارخانه

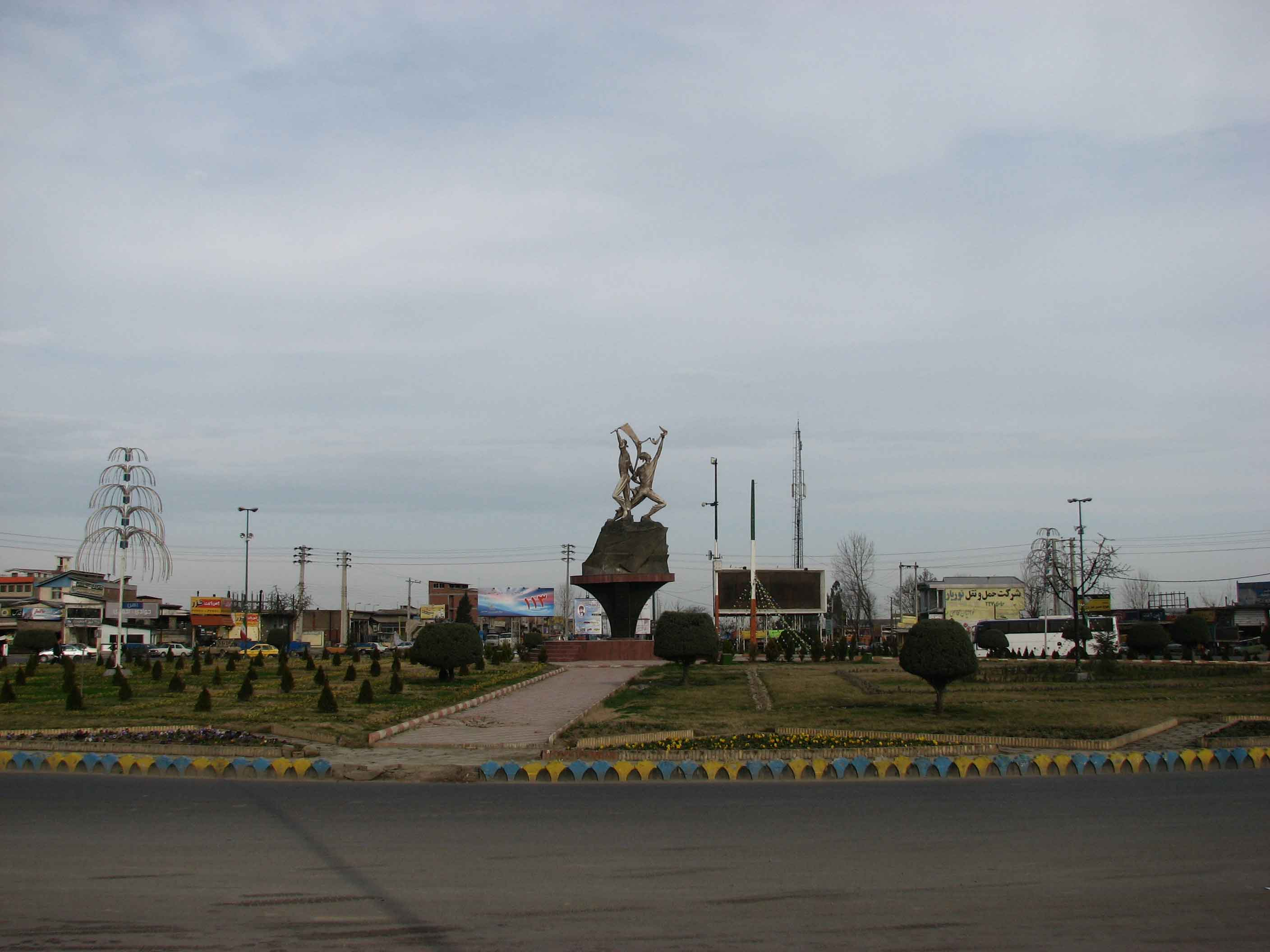
میدان هزارسنگر آمل
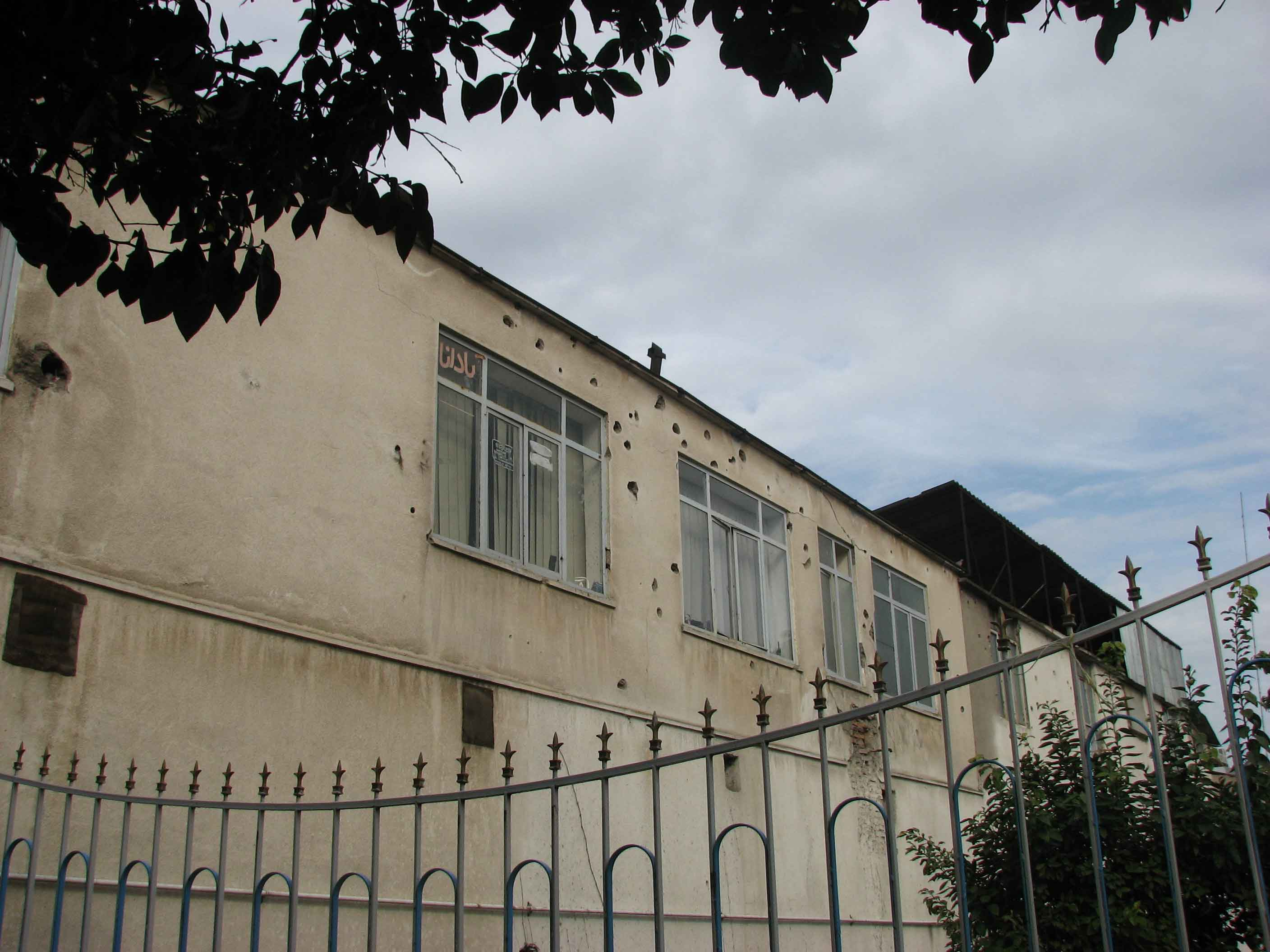
آثار گلوله‌های برجای مانده از درگیری‌های ۶۰
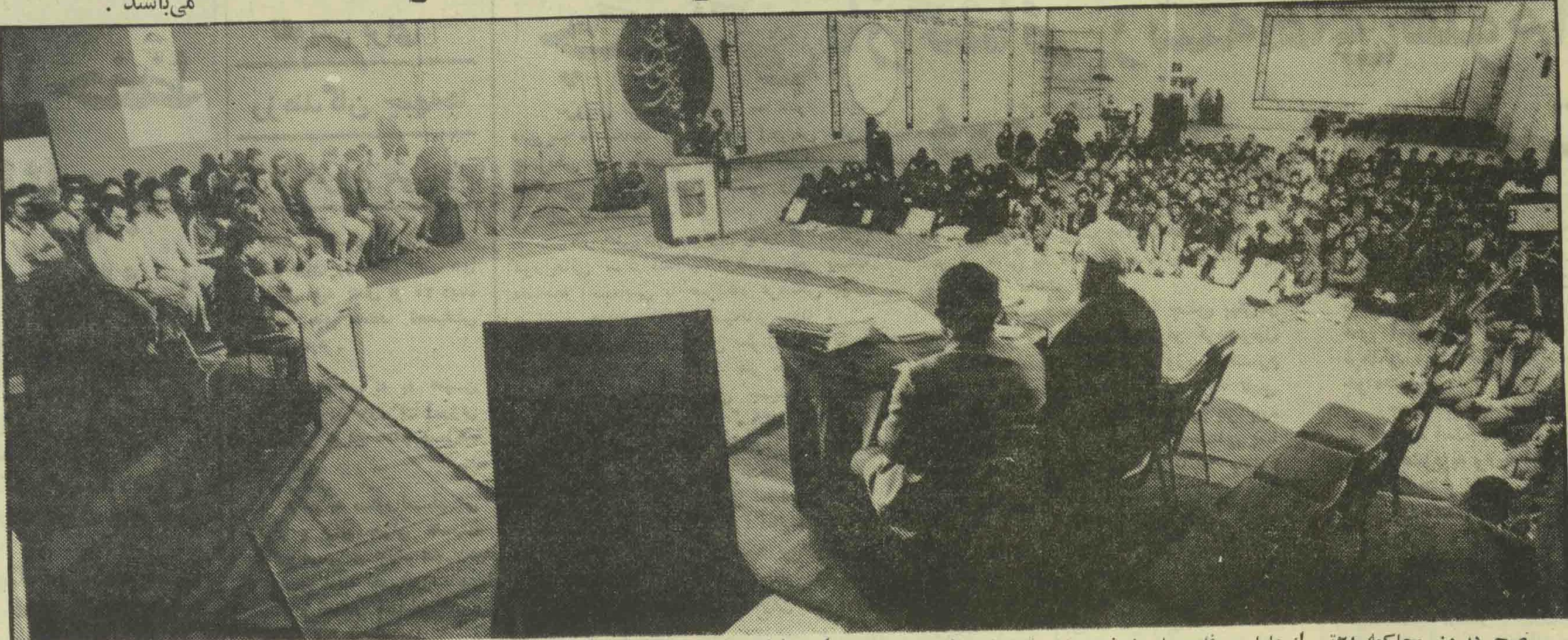
اولین جلسه دادگاه محاکمه عوامل نبرد آمل

## یادکرد
1. ↑  KHAMENEI.IR - پیشنهاد آیت‌الله جوادی‌آملی ورق را برگرداند - دیگران
2. 1 2  شهر هزار سنگر، صفحهٔ ۴۱
3. 1 2  پرنده نوپرواز، صفحهٔ ۹۳
4. 1 2  شهر هزار سنگر، صفحه ۴۵؛ مقاومت اسلامی مردم هزار سنگر آمل، صفحهٔ ۱۳۸
5. 1 2  شهر هزار سنگر، صفحهٔ ۸۲. ؛ اسناد اتحادیهٔ کمونیست‌های ایران در واقعهٔ آمل، صفحه ۶۹؛ حماسه اسلامی مردم آمل، صفحهٔ ۱۳۵.
6. 1 2 3 4 5  پرنده نوپرواز، صفحهٔ ۱۳۲
7. 1 2  اسناد اتحادیهٔ کمونیست‌های ایران در واقعهٔ آمل، صفحهٔ ۶۹
8. ↑  شهر هزار سنگر، صفحهٔ ۸۳. ؛ روزنامه کیهان، شماره ۱۱۴۹۶، ۱۰ بهمن ۶۰ ص ۲.
9. ↑  شهر هزار سنگر، صفحهٔ ۸۲.
10. 1 2 3  چپ ایران چهار دهه پس از انقلاب بهمن ۱۳۵۷ (بخش اول)
11. ↑  جنبش چپ در ایران معاصر، سپهر ذبیح، صفحه ۱۶۳، ۱۸۰ و ۱۸۲. ؛ مائوئیسم در ایران[پیوند مرده]، وبگاه مائوئیسم بین‌الملل در دنیای در حال توسعه (questia.com)
12. 1 2 3  Behrooz, p133
13. 1 2  شهر هزار سنگر، صفحهٔ ۵۸. ؛ مقاومت اسلامی مردم هزار سنگر آمل، صفحهٔ ۱۵۶
14. ↑  پرنده نوپرواز، صفحه ۱۱۲–۱۱۳و ۱۱۹
15. 1 2  پرنده نوپرواز، صفحهٔ ۱۳۴
16. ↑  سپهر ذبیح، ص 158 و 160
17. ↑  پرنده نوپرواز، صفحهٔ ۲۰.
18. ↑  نشریه کمونیستی حقیقت شماره ۱۵۶.
19. ↑  پرنده نو پرواز صفحه ۲۵۱ خط ۷ الی ۱۶
20. ↑  پرنده نوپرواز، صفحه ۲۵۱ و ۲۵۲.
21. ↑  نشریه کمونیستی حقیقت شماره ۱۴۸؛ پرنده نوپرواز، صفحهٔ ۱۹.
22. ↑  مقاومت اسلامی مردم هزار سنگر آمل، صفحهٔ ۹۱
23. 1 2 3 4 5 6 7  شهر هزار سنگر، ص ۴۵
24. ↑  مقاومت اسلامی مردم هزار سنگر آمل، صفحه ۹۰؛ اسناد اتحادیهٔ کمونیست‌های ایران در واقعهٔ آمل، صفحهٔ ۵۳
25. ↑  شهر هزار سنگر، صفحهٔ ۲۷
26. 1 2  شهر هزار سنگر، صفحهٔ ۲۸
27. ↑  شهر هزار سنگر، صفحات ۳۱، ۳۸ و ۶۰؛ اسناد اتحادیهٔ کمونیست‌های ایران در واقعهٔ آمل، صفحه ۱۳؛ مقاومت اسلامی مردم هزار سنگر آمل، صفحهٔ ۱۱۰
28. ↑  Zabih, p163
29. ↑  پرنده نوپرواز، صفحهٔ ۲۵
30. ↑  پرنده نوپرواز، صفحه ۲۵؛ شهر هزار سنگر، صفحهٔ ۳۲
31. ↑  پرنده نوپرواز، صفحهٔ ۲۳.
32. ↑  شهر هزار سنگر، صفحه ۳۱؛ مقاومت اسلامی مردم هزار سنگر آمل، صفحه ۱۲۷؛ اسناد اتحادیهٔ کمونیست‌های ایران در واقعهٔ آمل، صفحهٔ ۵۳
33. ↑  مقاومت اسلامی مردم هزار سنگر آمل، صفحه ۹۷؛ شهر هزار سنگر، صفحهٔ ۳۲
34. ↑  مقاومت اسلامی مردم هزار سنگر آمل، صفحه ۹۶؛ شهر هزار سنگر، صفحهٔ ۳۲
35. ↑  حماسه اسلامی مردم آمل، صفحه ۱۲۶؛ مقاومت اسلامی مردم هزار سنگر آمل، صفحات ۹۴ و۹۳؛ شهر هزار سنگر، صفحه ۳۳؛ اسناد اتحادیهٔ کمونیست‌های ایران در واقعهٔ آمل، صفحهٔ ۵۴
36. ↑  حماسه اسلامی مردم آمل، صفحه ۱۲۶؛ مقاومت اسلامی مردم هزار سنگر آمل، صفحه ۹۳؛ شهر هزار سنگر، صفحهٔ ۳۳
37. ↑  مقاومت اسلامی مردم هزار سنگر آمل، صفحه ۹۴؛ حماسه اسلامی مردم آمل، صفحه ۱۲۶؛ شهر هزار سنگر، صفحهٔ ۳۳
38. ↑  حماسه اسلامی مردم آمل، صفحهٔ ۱۲۶. ؛ مقاومت اسلامی مردم هزار سنگر آمل، صفحه ۹۴؛ شهر هزار سنگر، صفحهٔ ۳۳
39. ↑  مقاومت اسلامی مردم هزار سنگر آمل، صفحه ۹۵؛ حماسه اسلامی مردم آمل، صفحهٔ ۱۲۶.
40. ↑  مقاومت اسلامی مردم هزار سنگر آمل، صفحه ۹۴؛ حماسه اسلامی مردم آمل، صفحه ۱۲۶؛ پرنده نوپرواز، صفحه ۲۵؛ اسناد اتحادیهٔ کمونیست‌های ایران در واقعهٔ آمل، صفحه ۵۴؛ شهر هزار سنگر، صفحهٔ ۳۳
41. ↑  حماسه اسلامی مردم آمل، صفحه ۱۲۶؛ شهر هزار سنگر، صفحهٔ ۳۳
42. ↑  حماسه اسلامی مردم آمل، صفحهٔ ۱۲۷.
43. ↑  شهر هزار سنگر، صفحه ۳۴؛ اسناد اتحادیهٔ کمونیست‌های ایران در واقعهٔ آمل، صفحه ۵۳؛ پرنده نوپرواز، صفحهٔ ۲۵
44. ↑  شهر هزار سنگر، صفحه ۳۳؛ پرنده نوپرواز، صفحهٔ ۲۵
45. ↑  مقاومت اسلامی مردم هزار سنگر آمل، صفحه ۹۳؛ شهر هزار سنگر، صفحهٔ ۳۳
46. ↑  مقاومت اسلامی مردم هزار سنگر آمل، صفحه ۹۳؛ شهر هزار سنگر، صفحه ۳۳؛ اسناد اتحادیهٔ کمونیست‌های ایران در واقعهٔ آمل، صفحهٔ ۵۴
47. 1 2  اسناد اتحادیهٔ کمونیست‌های ایران در واقعهٔ آمل، صفحات ۵۰ و ۵۴؛ حماسه اسلامی مردم آمل، صفحهٔ ۱۲۵
48. 1 2  پرنده نوپرواز، صفحهٔ ۳۱.
49. ↑  شهر هزار سنگر، صفحهٔ ۴۰. ؛ مقاومت اسلامی مردم هزار سنگر آمل، صفحات ۸۶ و ۱۰۰؛ حماسه اسلامی مردم آمل، صفحهٔ ۱۲۷
50. ↑  شهر هزار سنگر، صفحهٔ ۴۰. ؛ حماسه اسلامی مردم آمل، صفحات ۱۴۰ و ۱۲۷؛ اسناد اتحادیهٔ کمونیست‌های ایران در واقعهٔ آمل، صفحات ۱۳ و۵۵
51. ↑  حماسه اسلامی مردم آمل، صفحه ۱۵۰؛ شهر هزار سنگر، صفحهٔ ۴۱
52. ↑  پرنده نوپرواز، صفحهٔ ۸۰
53. ↑  پرنده نوپرواز، صفحهٔ ۳۸.
54. ↑  پرنده نوپرواز، صفحهٔ ۶۹.
55. ↑  پرنده نوپرواز، صفحهٔ ۳۶
56. ↑  جنبش چپ در ایران معاصر، سپهر ذبیح، صفحهٔ ۱۸۹. ؛ اسناد اتحادیهٔ کمونیست‌های ایران در واقعهٔ آمل، صفحات ۱۳ و۵۵
57. ↑  اسناد اتحادیهٔ کمونیست‌های ایران در واقعهٔ آمل، صفحه ۵۵؛ مقاومت اسلامی مردم هزار سنگر آمل، صفحهٔ ۱۰۱
58. ↑  اسناد اتحادیهٔ کمونیست‌های ایران در واقعهٔ آمل، صفحهٔ ۵۲
59. 1 2  شهر هزار سنگر، صفحهٔ ۴۰
60. ↑  مقاومت اسلامی مردم هزار سنگر آمل، صفحه ۸۸؛ اسناد اتحادیهٔ کمونیست‌های ایران در واقعهٔ آمل، صفحهٔ ۵۶
61. ↑  مقاومت اسلامی مردم هزار سنگر آمل، صفحهٔ ۸۹
62. ↑  شهر هزار سنگر، صفحه ۴۱؛ مقاومت اسلامی مردم هزار سنگر آمل، صفحهٔ ۸۸
63. ↑  اسناد اتحادیهٔ کمونیست‌های ایران در واقعهٔ آمل، صفحه ۵۹؛ مقاومت اسلامی مردم هزار سنگر آمل، صفحات ۱۰۳ و ۱۰۲؛ حماسه اسلامی مردم آمل، صفحهٔ ۱۲۸.
64. ↑  مقاومت اسلامی مردم هزار سنگر آمل، صفحه ۱۰۲؛ حماسه اسلامی مردم آمل، صفحهٔ ۱۲۸.
65. ↑  مقاومت اسلامی مردم هزار سنگر آمل، صفحه ۱۰۳؛ شهر هزار سنگر، صفحهٔ ۱۰۳
66. ↑  شهر هزار سنگر، صفحه ۱۰۳؛ مقاومت اسلامی مردم هزار سنگر آمل، صفحات ۸۵ و ۱۰۲؛ اسناد اتحادیهٔ کمونیست‌های ایران در واقعهٔ آمل، صفحات ۵۰ و ۱۲؛ حماسه مردم آمل، صفحهٔ ۱۲
67. ↑  مقاومت اسلامی مردم هزار سنگر آمل، صفحه ۱۰۲؛ حماسه اسلامی مردم آمل، صفحهٔ ۱۲۸
68. ↑  پرنده نوپرواز، صفحهٔ ۳۲.
69. ↑  پرنده نوپرواز، صفحه ۳۱؛ مقاومت اسلامی مردم هزار سنگر آمل، صفحه ۱۰۲؛ حماسه اسلامی مردم آمل، صفحهٔ ۱۲۸.
70. ↑  پرنده نوپرواز
71. ↑  پرنده نوپرواز، صفحهٔ ۸۹
72. ↑  صفحه ۷۵ حماسه اسلامی مردم آمل، صفحهٔ ۱۲۹. ؛ مقاومت اسلامی مردم هزار سنگر آمل، صفحه ۱۰۵؛ اسناد اتحادیهٔ کمونیست‌های ایران در واقعهٔ آمل، صفحات ۵۸ و ۵۹ .
73. ↑  مقاومت اسلامی مردم هزار سنگر آمل، صفحهٔ ۱۰۴
74. ↑  مقاومت اسلامی مردم هزار سنگر آمل، صفحات ۱۰۳ و ۱۰۴؛ حماسه اسلامی مردم آمل، صفحهٔ ۱۲۹.
75. ↑  حماسه اسلامی مردم آمل، ص ۱۳۵.
76. 1 2 3 4  حماسه اسلامی مردم آمل، صفحهٔ ۱۲۹.
77. ↑  پرنده نوپرواز، صفحهٔ ۳۲. ؛ مقاومت اسلامی مردم هزار سنگر آمل، صفحه ۱۰۶؛ حماسه اسلامی مردم آمل، صفحهٔ ۱۳۰.
78. 1 2 3 4  حماسه اسلامی مردم آمل، صفحهٔ ۱۳۰.
79. 1 2  پرنده نوپرواز، صفحهٔ ۵۱
80. ↑  حماسه اسلامی مردم آمل، صفحهٔ ۱۴۸. ؛ شهر هزار سنگر، صفحه ۴۲؛ مقاومت اسلامی مردم هزار سنگر آمل، صفحه ۱۱۱؛ اسناد اتحادیهٔ کمونیست‌های ایران در واقعهٔ آمل، صفحهٔ ۶۱
81. ↑  حماسه اسلامی مردم آمل، صفحهٔ ۱۴۸. ؛ اسناد اتحادیهٔ کمونیست‌های ایران در واقعهٔ آمل، صفحه ۶۱؛ مقاومت اسلامی مردم هزار سنگر آمل، صفحه ۱۱۱؛ پرنده نوپرواز، صفحهٔ ۵۱
82. ↑  اسناد اتحادیهٔ کمونیست‌های ایران در واقعهٔ آمل، صفحه ۶۱؛ مقاومت اسلامی مردم هزار سنگر آمل، صفحه ۱۱۰؛ حماسه اسلامی مردم آمل، صفحهٔ ۱۴۸.
83. ↑  پرنده نوپرواز، صفحه ۵۲؛ مقاومت اسلامی مردم هزار سنگر آمل، صفحه ۱۱۱؛ اسناد اتحادیهٔ کمونیست‌های ایران در واقعهٔ آمل، صفحهٔ ۶۱
84. ↑  اسناد اتحادیهٔ کمونیست‌های ایران در واقعهٔ آمل، صفحه ۶۲؛ مقاومت اسلامی مردم هزار سنگر آمل، صفحهٔ ۱۱۲
85. ↑  شهر هزار سنگر، صفحه ۴۲؛ مقاومت اسلامی مردم هزار سنگر آمل، صفحه ۱۱۲؛ اسناد اتحادیهٔ کمونیست‌های ایران در واقعهٔ آمل، صفحهٔ ۶۱
86. ↑  شهر هزار سنگر، صفحه ۴۲؛ مقاومت اسلامی مردم هزار سنگر آمل، صفحه ۱۱۳؛ اسناد اتحادیهٔ کمونیست‌های ایران در واقعهٔ آمل، صفحهٔ ۶۱
87. ↑  پرنده نوپرواز، صفحهٔ ۵۲. ؛ شهر هزار سنگر، صفحه ۴۲؛ مقاومت اسلامی مردم هزار سنگر آمل، صفحه ۱۱۳؛ اسناد اتحادیهٔ کمونیست‌های ایران در واقعهٔ آمل، صفحهٔ ۶۱
88. ↑  پرنده نوپرواز، صفحهٔ ۵۲. ؛ شهر هزار سنگر، صفحه ۵۲؛ مقاومت اسلامی مردم هزار سنگر آمل، صفحه ۱۱۳؛ شهر هزار سنگر، صفحه ۴۲؛ اسناد اتحادیهٔ کمونیست‌های ایران در واقعهٔ آمل، صفحهٔ ۶۱
89. ↑  اسناد اتحادیهٔ کمونیست‌های ایران در واقعهٔ آمل، صفحهٔ ۶۲
90. ↑  پرنده نوپرواز، صفحهٔ ۵۲.
91. ↑  مقاومت اسلامی مردم هزار سنگر آمل، صفحهٔ ۱۱۳
92. ↑  اسناد اتحادیهٔ کمونیست‌های ایران در واقعهٔ آمل، صفحه ۶۳؛ پرنده نوپرواز، صفحهٔ ۱۱۵
93. ↑  مقاومت اسلامی مردم هزار سنگر آمل، صفحهٔ ۱۱۴
94. ↑  حماسه اسلامی مردم آمل، صفحهٔ ۱۴۸.
95. ↑  شهر هزار سنگر، صفحه ۴۳؛ مقاومت اسلامی مردم هزار سنگر آمل، صفحه ۱۱۵؛ اسناد اتحادیهٔ کمونیست‌های ایران در واقعهٔ آمل، صفحهٔ ۶۳
96. ↑  پرنده نوپرواز، صفحه ۵۷؛ اسناد اتحادیهٔ کمونیست‌های ایران در واقعهٔ آمل، صفحه ۶۳؛ مقاومت اسلامی مردم هزار سنگر آمل، صفحهٔ ۱۱۵
97. 1 2 3  پرنده نوپرواز، صفحهٔ ۵۷
98. ↑  اسناد اتحادیهٔ کمونیست‌های ایران در واقعهٔ آمل، صفحهٔ ۶۳
99. ↑  اسناد اتحادیهٔ کمونیست‌های ایران در واقعهٔ آمل، صفحهٔ ۶۴
100. ↑  شهر هزار سنگر، صفحه ۴۳؛ حماسه اسلامی مردم آمل، صفحات ۱۴۲ الی ۱۵۷. ؛ مقاومت اسلامی مردم هزار سنگر آمل، صفحهٔ ۱۱۷
101. 1 2  پرنده نوپرواز، صفحهٔ ۸۸
102. ↑  مقاومت اسلامی مردم هزار سنگر آمل، صفحهٔ ۱۱۷
103. ↑  مقاومت اسلامی مردم هزار سنگر آمل، صفحه ۱۱۸؛ شهر هزار سنگر، صفحهٔ ۴۴
104. ↑  مقاومت اسلامی مردم هزار سنگر آمل، صفحهٔ ۱۲۰
105. ↑  مقاومت اسلامی مردم هزار سنگر آمل، صفحهٔ ۱۲۱
106. ↑  مقاومت اسلامی مردم هزار سنگر آمل، صفحهٔ ۱۲۲
107. ↑  مقاومت اسلامی مردم هزار سنگر آمل، صفحات ۱۲۲ و ۱۲۳
108. ↑  پرنده نوپرواز، صفحهٔ ۸۶
109. ↑  پرنده نوپرواز، صفحه ۸۷؛ مقاومت اسلامی مردم هزار سنگر آمل، صفحهٔ ۱۲۸
110. ↑  پرنده نوپرواز، صفحه ۸۷؛ مقاومت اسلامی مردم هزار سنگر آمل، صفحه ۱۲۸؛ شهر هزار سنگر، صفحهٔ ۴۴
111. 1 2  پرنده نوپرواز، صفحهٔ ۸۷
112. ↑  پرنده نوپرواز، صفحه ۸۷؛ شهر هزار سنگر، صفحهٔ ۴۴
113. ↑  پرنده نوپرواز، صفحات ۸۲ و ۸۳
114. ↑  حماسه مردم آمل، صفحهٔ ۱۹.
115. ↑  حماسه اسلامی مردم آمل، صفحهٔ ۱۵۲. ؛ شهر هزار سنگر، صفحهٔ ۱۳
116. ↑  پرنده نوپرواز، صفحهٔ ۹۲
117. ↑  پرنده نوپرواز، صفحه ۹۳؛ شهر هزار سنگر، صفحهٔ ۴۶
118. ↑  شهر هزار سنگر، صفحهٔ ۴۵
119. ↑  پرنده نوپرواز، صفحه ۱۰۴؛ مقاومت اسلامی مردم هزار سنگر آمل، صفحه ۱۳۶؛ اسناد اتحادیهٔ کمونیست‌های ایران در واقعهٔ آمل، صفحهٔ ۶۵
120. ↑  مقاومت اسلامی مردم هزار سنگر آمل، صفحات ۱۳۴ و ۱۳۵؛ پرنده نوپرواز، صفحه ۱۰۴ و ۱۰۵؛ شهر هزار سنگر، صفحه۴۶؛ اسناد اتحادیهٔ کمونیست‌های ایران در واقعهٔ آمل، صفحات ۲۱ و ۶۴
121. ↑  پرنده نوپرواز، صفحهٔ ۱۰۶
122. ↑  مقاومت اسلامی مردم هزار سنگر آمل، صفحهٔ ۱۳۵
123. ↑  شهر هزار سنگر، صفحهٔ ۱۴.
124. ↑  مقاومت اسلامی مردم هزار سنگر آمل، صفحات ۱۳۴ و ۱۳۵
125. ↑  پرنده نوپرواز، صفحه ۹۸؛ مقاومت اسلامی مردم هزار سنگر آمل، صفحه ۱۵۹؛ اسناد اتحادیهٔ کمونیست‌های ایران در واقعهٔ آمل، صفحهٔ ۶۵
126. ↑  حماسه اسلامی مردم آمل، صفحهٔ ۱۳۳. ؛ شهر هزار سنگر، صفحات ۱۴ و ۴۵. ؛ پرنده نوپرواز، صفحه ۱۰۷؛ اسناد اتحادیهٔ کمونیست‌های ایران در واقعهٔ آمل، صفحهٔ ۶۵
127. 1 2 3  اسناد اتحادیهٔ کمونیست‌های ایران در واقعهٔ آمل، صفحهٔ ۶۶
128. 1 2  پرنده نوپرواز، صفحهٔ ۱۱۹
129. ↑  پرنده نوپرواز، صفحه ۱۱۲ و ۱۱۳
130. ↑  شهر هزار سنگر، صفحهٔ ۱۵. ؛ اسناد اتحادیهٔ کمونیست‌های ایران در واقعهٔ آمل، صفحات ۲۱ و ۶۶
131. ↑  حماسه اسلامی مردم آمل، صفحهٔ ۱۳۳. ؛ اسناد اتحادیهٔ کمونیست‌های ایران در واقعهٔ آمل، صفحهٔ ۶۷
132. ↑  شهر هزار سنگر، صفحهٔ ۸۸. ؛ مقاومت اسلامی مردم هزار سنگر آمل، صفحه ۱۷۵؛ اسناد اتحادیهٔ کمونیست‌های ایران در واقعهٔ آمل، صفحات ۱۱ و ۶۷ و ۶۸
133. ↑  مقاومت اسلامی مردم هزار سنگر آمل، صفحه ۱۵۴؛ اسناد اتحادیهٔ کمونیست‌های ایران در واقعهٔ آمل، صفحهٔ ۶۷
134. ↑  اسناد اتحادیهٔ کمونیست‌های ایران در واقعهٔ آمل، صفحه ۲۱؛ مقاومت اسلامی مردم هزار سنگر آمل، صفحهٔ ۱۵۵
135. ↑  مقاومت اسلامی مردم هزار سنگر آمل، صفحه ۱۶۴؛ شهر هزار سنگر، صفحهٔ ۷۰.
136. ↑  مقاومت اسلامی مردم هزار سنگر آمل، صفحه ۱۶۳؛ رویدادها و تحلیل، شماره ۳۳، ستاد مرکزی سپاه، ۱ اسفند ۶۰، صفحات ۴۸ الی ۵۳. ؛ شهر هزار سنگر، صفحهٔ ۷۱.
137. ↑  مقاومت اسلامی مردم هزار سنگر آمل، صفحه ۱۷۹؛ شهر هزار سنگر، صفحهٔ ۷۲.
138. ↑  حماسه اسلامی مردم آمل، صفحهٔ ۲۰. ؛ اسناد اتحادیهٔ کمونیست‌های ایران در واقعهٔ آمل، صفحهٔ ۶۹
139. ↑  پرنده نوپرواز، صفحات ۱۳۳، ۱۴۶، ۱۳۴و۲۰۹.
140. ↑  پرنده نوپرواز، صفحه ۱۳۴ خط ۱۲ و صفحه ۱۴۶ خط اول.
141. ↑  پرنده نوپرواز، صفحه ۱۳۴ خط چهارم.
142. ↑  شهر هزار سنگر، صفحهٔ ۷۷.
143. ↑  شهر هزار سنگر، صفحهٔ ۸۲. ؛ جنبش چپ در ایران معاصر، سپهر ذبیح، صفحات ۱۸۲و۱۸۱.
144. ↑  شهر هزار سنگر، صفحهٔ ۸۳.
145. ↑  حماسه اسلامی مردم آمل، صفحهٔ ۱۳۴.
146. ↑  شهر هزار سنگر، صفحهٔ ۷۸.
147. ↑  شهر هزار سنگر، صفحهٔ ۸۳. ؛ روزنامه کیهان، شماره ۱۱۴۹۶، ۱۰ بهمن ۶۰ ص ۲
148. 1 2 3  شهر هزار سنگر، صفحهٔ ۸۴.
149. ↑  شهر هزار سنگر، صفحهٔ ۸۶.
150. ↑  پرنده نوپرواز، صفحه ۳۲۴ الی ۳۲۹.
151. ↑  شهر هزار سنگر، صفحهٔ ۱۱۷.
152. ↑  پرنده نوپرواز، صفحهٔ ۱۲۳
153. ↑  شهر هزار سنگر، صفحهٔ ۵۳. ؛ مقاومت اسلامی مردم هزار سنگر آمل، صفحهٔ ۱۵۱
154. 1 2  شهر هزار سنگر، صفحهٔ ۵۹.
155. 1 2 3 4 5 6 7 8  جنبش چپ در ایران معاصر، سپهر ذبیح. صفحهٔ ۱۶۸.
156. ↑  اسناد اتحادیهٔ کمونیست‌های ایران در واقعهٔ آمل، صفحهٔ ۲۰
157. ↑  اسناد اتحادیهٔ کمونیست‌های ایران در واقعهٔ آمل، صفحهٔ ۲۲
158. ↑  حماسه اسلامی مردم آمل. حماسه مردم آمل، صفحهٔ ۲۲
159. ↑  Mohsen M. Milani (۱۹۹۴)، The making of Iran's Islamic revolution: from monarchy to Islamic republic (ویراست ۲ , illustrated)، Westview Press، ص. ۱۹۰، شابک ۰-۸۱۳۳-۸۴۷۶-۱
160. ↑  وصیت‌نامه سیاسی الهی آیت‌الله خمینی بایگانی‌شده  در ۲۳ ژانویه ۲۰۰۹ توسط Wayback Machine.
161. ↑  شهر هزار سنگر، صفحهٔ ۸۸. ؛ اسناد اتحادیهٔ کمونیست‌های ایران در واقعهٔ آمل، صفحات ۱۱ و ۶۷ و ۶۸؛ سخنرانی در دیدار با مردم آمل
162. ↑  زنگ حماسه و رشادت در مدارس آمل نواخته شد(خبرگزاری فارس)
163. ↑   بایگانی‌شده  در ۵ مارس ۲۰۰۸ توسط Wayback Machineششم بهمنروز حماسه مردم آمل نامگذاری شد
164. ↑  حماسه اسلامی مردم آمل؛ حماسه مردم آمل؛ کتابشناسی حماسه مردم آمل بایگانی‌شده  در ۲۸ نوامبر ۲۰۱۲ توسط Wayback Machine؛ ششم بهمن به عنوان روز «حماسه مردم آمل» وارد تقویم رسمی کشور شد[پیوند مرده]; ثبت ششم بهمن‌ماه به عنوان روز حماسه مردم آمل (روزنامه اطلاعات بایگانی‌شده  در ۴ مارس ۲۰۱۶ توسط Wayback Machine؛ ششم بهمن روز حماسه مردم آمل نامگذاری شد (روزنامه قدس) بایگانی‌شده  در ۵ مارس ۲۰۰۸ توسط Wayback Machine
165. ↑  «شورای فرهنگ عمومی با تشکیل بنیاد «ششم بهمن آمل» موافقت کرد». بایگانی‌شده از اصلی در ۱۳ ژانویه ۲۰۱۲. دریافت‌شده در ۱۳ ژانویه ۲۰۱۲.
166. ↑  حماسه مردم آمل در برابر اتحادیه کمونیست‌های داخلی
167. ↑  ۶ بهمن ۱۳۶۰ در تثبیت انقلاب نقشی انکار ناشدنی دارد (خبرگزاری دانشجویان ایران)
168. ↑  «روزنامه کیهان». بایگانی‌شده از اصلی در ۱۰ ژانویه ۲۰۰۹. دریافت‌شده در ۷ فوریه ۲۰۰۹.
169. ↑  «ششم بهمن روز حماسه مردم آمل نامگذاری شد». بایگانی‌شده از اصلی در ۵ مارس ۲۰۰۸. دریافت‌شده در ۵ فوریه ۲۰۰۹.
170. ↑  کتاب حماسه اسلامی مردم آمل، پژوهشکده علوم دفاعی استراتژیک دانشگاه امام حسین، ۱۳۴۷.
171. ↑  کتاب حماسه مردم آمل، ستاد مرکزی سپاه پاسداران انقلاب اسلامی، بهمن ۱۳۶۱.
172. ↑  «کتابشناسی حماسه مردم آمل». بایگانی‌شده از اصلی در ۲۸ نوامبر ۲۰۱۲. دریافت‌شده در ۵ فوریه ۲۰۰۹.
173. ↑  ششم بهمن به عنوان روز «حماسه مردم آمل» وارد تقویم رسمی کشور شد[پیوند مرده]
174. ↑  «ثبت ششم بهمن‌ماه به عنوان روز حماسه مردم آمل (روزنامه اطلاعات». بایگانی‌شده از اصلی در ۴ مارس ۲۰۱۶. دریافت‌شده در ۲ مه ۲۰۱۵.
175. ↑  «ششم بهمن روز حماسه مردم آمل نامگذاری شد (روزنامه قدس)». بایگانی‌شده از اصلی در ۵ مارس ۲۰۰۸. دریافت‌شده در ۵ فوریه ۲۰۰۹.